# Валеев, Рустам Шавалиевич
Руста́м Шавалиевич (Шавлиевич) Вале́ев (19 октября 1936, Троицк, Челябинская область — 9 февраля 2023, Челябинск) — уральский писатель, прозаик. Член Союза писателей СССР (1966). Автор 19 книг и многочисленных публикаций в ведущих литературных журналах страны. Первый челябинский лауреат премии им. Д. Н. Мамина-Сибиряка. Лауреат Южно-Уральской литературной премии.

## Биография
Родился в семье педагогов. Отец — Шагивалей (Шавали) Ахматович, работал завучем, затем директором школы, был призван на фронт, погиб в 1944 году при освобождении Латвийской ССР. Мать — Гайша Ибрагимовна, работала учителем начальных классов, воспитывая двух сыновей — Рустама и Рафаила.
В 1955 году, после окончания средней школы, стал литсотрудником троицкой газеты «Вперёд». Служил в рядах Советской Армии. Позднее работал корреспондентом газет в Троицке, Аргаяше, Магнитогорске, Тюмени, журналистом на Челябинском областном радио.
Окончил Высшие литературные курсы при Литературном институте имени А. М. Горького (1978).
Основатель и главный редактор «толстого» литературного журнала «Уральская новь», выходившем в Челябинске с 1998 по 2004 годы. Инициатор и руководитель издательского проекта «История людей на Южном Урале»: в течение 2004—2010 годов вышло 18 томов «мемуаров простых людей».
Жил в Челябинске.
Скончался 9 февраля 2023 года в Челябинске.

## Творчество
Первый рассказ «Сын» (1954) был опубликован в троицкой городской газете. Первая книга рассказов «Верность» (1960) вышла в Южно-Уральском книжном издательстве.
В дальнейшем книги писателя выходили в Челябинске, Новосибирске, Москве. Отдельные произведения и подборки рассказов публиковались в журналах «Новый мир», «Урал», «Наш современник», «Смена», «Золотой век», в альманахе «Апрель».
Повесть «Хемет и Каромцев» издана на двух иностранных языках — дари и шведском.
Главные темы творчества Рустама Валеева, по его собственному признанию, — «взаимоотношения прошлого и настоящего. Взаимоотношения отцов и детей. Взаимоотношения детских и взрослых лет. Взаимоотношения малого и большого мира…». В центре внимания писателя проблемы сохранения традиционной культуры, нравственных и бытовых традиций малой родины, соотношения памяти прошлого и стремления к будущему.
Наибольшую известность писателю принес роман «Земля городов», опубликованный в журнале «Новый мир» (1979). В нём повествуется о бытие жителей Маленького Города, прототипом которого является родной писателю Троицк. Некогда стоявший на Великом шёлковом пути, Маленький Город меняется под ударами новой жизни. Конфликт между неминуемым прогрессом и уютной традицией, которой симпатизирует писатель, передается через колоритные судьбы маленьких людей, их личные драмы.
Писатель Татьяна Набатникова называет метод Рустама Валеева синтезом. «Из материала маленького городка он берёт детали, события, составляет их в новую реальность, художественную, и эта новая реальность сама рассказывает о себе. Проза получается сложная, как сама жизнь, и потому вглядываться в нее интересно, и потому она требует себе толкователя… Здесь проза берёт на себя музейную функцию, заменяя нам природу, возобновляя утраченные ощущения. Как ей удается сделать эти ощущения живыми — загадка…».
«Земля городов» является частью большого метатекста Рустама Валеева, включающего повести и рассказы. Взамен уходящей натуры писатель создаёт свою Вселенную, в которой узнается весь Южный Урал и Зауралье — Челябинск, Магнитогорск, Златоуст, Бакал. Как отмечает журналист Михаил Фонотов, «это краеведение в своём высшем проявлении, художественное».
Крупной творческой удачей писателя считается роман «Заботы света» (1986), он был назван лучшей публикацией года в журнале «Урал». В том же году роман вышел отдельной книгой в издательстве «Советский писатель» в Москве. «Заботы света» — эпическое полотно, в центре которого судьба выдающегося татарского поэта Габдуллы Тукая. По мнению писателя и литературоведа Рафаэля Мустафина, это не роман-биография, а произведение о внутренней, духовной жизни поэта, биография духа. «Роман Рустама Валеева „Заботы света“ — лучшее, что написано на сегодняшний день о великом поэте татарского народа».
В 2000-е годы обратился к короткому жанру.
Критик Андрей Урицкий о подборке рассказов писателя в журнале «Урал» отмечал: «Лучшая проза в журнале, пластичная, текучая, выразительная, при некоторой близости к Платонову абсолютно оригинальная; это проза о любви, стариках и старости, об ускользающем, уходящем веществе жизни. Особенно хорош рассказ „Солдат“, пронизанный темными эротическими токами и ощущением мягкой, опустошающей усталости, когда „хорошо сидеть на крылечке и ничего не помнить“».
Литературовед Инна Булкина:

Проза Р. Валеева «принадлежит к типу литературных текстов, в которых доминирует сенсорика, где нет ничего умственного и сконструированного — в том числе и сюжета».

## Отзывы
Игорь Золотусский:

«Мне близко то, о чём пишет Рустам Валеев, и то, как он видит своих героев и самую жизнь людей. Эта проза сделана не холодной рукой хирурга, нет — эта проза проникнута теплом человеческой души, каждое слово этим теплом дышит. Я должен отметить культуру автора, культуру в самом полном и широком смысле этого слова. Культуру восприятия, культуру отношения к людям, которая всегда является выражением мудрой и совестливой души».

Виталий Кальпиди:

«Быть активным современником — значит, постоянно изменять самому себе. Рустам Валеев — свободный писатель. Он не пытается заглянуть в пустые, подернутые серой массой глаза этого времени, не пытается в них отразиться. Он чётко определил свое личное время. Инкапсулировал себя в нем и отстаивал это время на фоне вечности». 

## Книги и публикации

### Отдельные издания (основное)
- Верность: [Рассказы] / Р. Ш. Валеев. — Челябинск : Книжное издательство, 1960. — 107 с. : ил. Содерж. : Удача; На окраинной улице; В тихом городе; Верность.
- Когда вода цвела : Рассказы / Р. Ш. Валеев. — Челябинск : Юж-Урал. кн. изд-во, 1966. — 219 с. : ил.
- Содерж. : Город Лейпциг; Костя, Когда вода цвела; … И чего он хочет, что любит; На тысячи дней; Откуда вы?
- Браво, молодой человек! : Повесть / Р. Ш. Валеев. — [Челябинск] : Южно-Уральское книжное издательство 1968. — 187 с.: ил. — (Б-чка корот. повести и рассказа).
- Фининспектор и дедушка : Повести и рассказы / Р. Ш. Валеев. — Челябинск : Южно-Уральское книжное издательство Юж.-Урал. кн. изд-во, 1970. — 175 с: ил.
- Содерж.: Фининспектор и дедушка; Внук; Все для ребят; Лето тихого города; Добрые глаза соседа.
- Далекий дом : Повесть / Р. Ш. Валеев. — Челябинск: Юж.-Урал. кн. изд-во, 1972. — 207 с.: ил.
- Добрые глаза соседа : Повесть и рассказы / Р. Ш. Валеев. — М. : Современник, 1974. — 142 с. — (Новинки «Современника»).
- Содерж.: Хемет и Каромцев: Повесть; Фининспектор и дедушка; Добрые глаза соседа; Печная работа: Рассказы.
- Лето тихого города: [Повесть, рассказы] / Р. Ш. Валеев. — Новосибирск : Зап.-Сиб. кн. изд-во, 1975. — 206 с., 1 л. портр. — (Молодая проза Сибири).
- Содерж.: Дочь Сазоновой: Повесть; Фининспектор и дедушка; Лето тихого города; В долине двора; Все для ребят: Рассказы.
- Гнедой автомобиль : [Повесть, рассказ, очерки] / Р. Ш. Валеев. — Челябинск : Юж.-Урал. кн. изд-во, 1976. — 144 с.
- Содерж.: Гнедой автомобиль: Повесть; Все для ребят; Должно же быть в жизни что-то такое…; Я люблю дизель.
- Земля городов: Роман / Р. Ш. Валеев. — М. : Современник, 1979. — 351 с. : ил.— (Новинки «Современника»).
- Вечером в испанском доме : Рассказы и повести / Р. Ш. Валеев. — Челябинск : Юж.-Урал. кн. изд-во, 1982. — 276 с.
- Содерж.: Вечером в испанском доме; Печная, работа; Путешествие на острова: Повести; Родня; Соседи; Досье Дамир: Рассказы.
- Заботы света : Роман / Р. Ш. Валеев. — М. : Сов. писатель, 1986. — 391 с.
- Родня : Повести, рассказы / Р. Ш. Валеев. — Челябинск : Юж.-Урал. кн. изд-во, 1986. — 446 с.
- Новая книга рассказов / Р. Ш. Валеев. — Челябинск : Автограф, 1996. — 197 с. (издание фонда «Галерея») (Современная проза Урала).
- Рассказы / Р. Ш. Валеев. — Челябинск : Издание фонда «Галерея», Изд-во «Автограф», 1996. — 200 с.
- Вино любви. Рассказы и повести / Р. Ш. Валеев. — Челябинск : ПО «Книга», 2002. — 477 с.

### В журналах
- Верность: Рассказ // Сб. «О дорогом и близком». Рассказы. — Челябинск, 1959.
- На тысячи дней: Рассказ // Смена. — 1964. — № 20.
- Лето тихого города // Наш современник. — 1964. — № 3.
- Откуда вы?: Рассказ // Дружба народов. — 1964. — № 4.
- Город Лейпциг: Рассказ // Наш современник. — 1965. — № 6.
- Голубая сталь: Рассказ // Урал. — 1966. — № 3.
- Дарья: Рассказ // Урал. — 1967. — № 6.
- Добрые глаза соседа // Сельская молодежь. — 1968. — № 7.
- Все для ребят: Рассказ // Урал. — 1969. — № 6; То же // Сб. «Рабочее созвездие». — Челябинск; Донецк, 1987.
- Фининспектор и дедушка; Внук: Рассказы // Урал. — 1970. — № 3.
- Хемет и Каромцев: Повесть // Урал. — 1972. — № 11.
- Должно же быть в жизни что-то такое: Очерк. // Новый мир.- 1974. — № 2; То же // Сб. «Северный ветер». — Челябинск. — 1979.
- Печная работа: Повесть // Аврора. — 1974. — № 7.
- Дочь Сазоновой: Повесть // Урал. — 1974. — № 4.
- Ассистент: Рассказ // Смена. — 1974. — № 9.
- Земля городов // Новый мир. — 1979. — № 8.
- Путешествие на острова: Повесть // Урал. — 1980. — № 1.
- Вечером в испанском доме // Уральский следопыт. — 1980. — № 11, 12.
- Заботы света // Урал. — 1983. — № 1, 2, 3.
- Ноша // Урал. — 1984. — № 7.
- Руда Учкулана: Повесть // Урал. — 1989. — № 10.
- Среда обитания: Рассказ // Апрель. — 1992. — № 6.
- Два рассказа // День и ночь. — 1994. — № 5.
- Два рассказа // Урал. — 1994. — № 6.
- Анальгин — обязательно: Рассказ // Независимая газета. — 1994. — 6 сент.
- Два рассказа // Золотой век. — 1997. — № 11.
- Скакали кони по холмам: Рассказ // Литературная Россия. — 1999. — № 28.
- Губадия и др. рассказы // Урал. — 2001. — № 2
- Четвертый муж: Рассказ // Литературная газета. — 2001. — № 5.
- Павлик и др. рассказы // Урал. — 2004. — № 6.
- Два рассказа // Литература народов России. Антология прозы. — Изд-во «ПИК». — 2004.

## Творчество Р. Валеева в науке
В 2008 году на заседании диссертационного совета при Московском педагогическом государственном университете была защищена диссертация «Национальный мир как художественная модель в литературах народов России». Ее автор Е. А. Малкина предприняла попытку рассмотрения национальных моделей мира четырёх авторов: Шолом-Алейхема, М. Шолохова, Р. Валеева и С. Довлатова в контексте литературного процесса XX века.
Предмет исследования: специфика художественных моделей национального мира в цикле «Касриловка» Шолом-Алейхема, «Донских рассказах» М Шолохова, романе «Земля городов» Р. Валеева и повести «Иностранка» С Довлатова.
Автор диссертации отмечает: «Творчество Р. Валеева, который „пишет по-татарски на русском языке“ (Н. Лейдерман), представляет собой один из феноменов современного литературного процесса, развитие русскоязычной национальной литературы. Модель национального мира в романе „Земля городов“ (1979) представляет ее модификацию в условиях советской цивилизации. Мифологема дома трансформируется в музей, реалии эпохи НТР изменяют образы персонажей с архетипической основой. Но замкнутое пространство, „вертикальное“ время хронотопа, а также традиции Маленького города сохраняют художественную модель на грани воспоминания и реальности. Став промышленным центром, он будет разнороден и этнически, и духовно, уподобляясь тысячам таких же советских городов и храня идентичность татарского этноса в национальном сознании».
«Исследование эволюции художественных моделей „замкнутого“ национального мира Шолом-Алейхема, М. Шолохова, Р. Валеева и С. Довлатова доказывает, что созданные этими писателями произведения позволяют рассмотреть общечеловеческие проблемы, не утрачивая их национального своеобразия», — делает вывод Е. А. Малкина.
В 2017 году в Уральском федеральном университете состоялась защита кандидатской диссертации Е. М. Ставцевой «Жанровые трансформации в современной челябинской прозе». Один из разделов работы посвящен рассказам Р. Валеева, отражающим тенденции развития жанра малой прозы в челябинской литературе. Автор отмечает девять составляющих жанровой природы рассказов писателя: 1) усиленное внимание к образу, детали, в том числе наличие образов, кочующих из одного текста в другой (образ Дома, Времени, Реки (течения), Памяти), метафоризация повествования; 2) сказовый лад повествования, оформленный в виде живой разговорной плавной речи, содержащей диалектные маркеры топоса; 3) отказ от конфликта и внешней динамики; 4) равноправие и взаимосвязь циклической и кумулятивной сюжетных схем; 5) особое сближение рассказа и сказки, циклизация повествования, типизация в создании образов, сокрытие внешних признаков и характерологических описательных черт персонажей, создание образов путем антитез и развернутых противопоставлений; характеристика персонажей через внешнее проявление действия; 6) аллегоричность письма, четкие мифологические оппозиции пространства юность/старость, живое/мертвое, свое/чужое; 7) создание космогонической философии, объединяющей тексты в единый сверхтекст; 8) наличие персонажей-слушателей (прямые апелляции рассказчика к читателю при помощи доверительной речи и атмосферы «живого разговора»); 9) ведущая роль контекстных и подтекстных связей произведений. Жанровая матрица рассказов Р. Валеева представлена в диссертации как вариант жанровой формы типа «ядро» − «зерно», из которого создаются множественные варианты.

### Рецензии
- ЛАЗАРЕВ А. Сила нежности (О своеобразии стиля Рустама Валеева) // Вестник Челябинского государственного университета (Челябинск). — 1999. — № 2 (том 2). — С. 153—157
- МЕЛЕШИН, С. Человек крылат // Комсомолец (Челябинск). — 1961. — 5 апр.

Рецензия на первую книгу Р. Валеева «Верность»
- ШМАКОВ, А. Современник — главный герой // Урал (Свердловск). — 1966. — № 10. — С. 157—159.

О книге рассказов «Когда вода цвела»
- ШЕПЕЛЕВА, Л. Замысел и исполнение // Челяб. рабочий. — 1969. — 16 марта. Рецензия на повесть «Браво, молодой человек!»
- СЛУШАЯ время: сб. лит.-крит. ст. / сост.: Н. А. Положова и др. — Свердловск: Сред.-Урал. кн. изд-во, 1975. — 220 с. С. 9 — 11, 17, 41 — 42, 54, 65 — 66: О рассказах и повестях писателя
- ЛЕБЕДЕВ, А. Печная работа // Дружба народов. — 1975. — № 4. — С. 276—279. Рецензия на книгу «Добрые глаза соседа»
- ЛЕЙДЕРМАН, Н. «Та горсть земли…»: тема «малой» родины в произведениях урал. прозаиков // Лит. обозрение. — 1982. — № 6. — С. 10 — 13. О романе «Земля городов» и повести «Путешествие на острова»
- МУСТАФИН, Р. Биография духа // Новый мир. — 1984. — № 2. — С. 226—228. О романе «Заботы света»
- НАБАТНИКОВА, Т. Незаметная работа // Лит. обозрение. — 1987. — № 6. — С. 52 — 54. О книге повестей и рассказов «Родня»